# Crateri lunari (A-B)
Segue un elenco dei crateri d'impatto lunari ufficialmente riconosciuti dall'Unione Astronomica Internazionale le cui iniziali siano A o B.

## A
| Cratere           | Eponimo | Latitudine | Longitudine | Diametro  | Crateri minori                                          |
| ----------------- | --- | ---------- | ----------- | --------- | ------------------------------------------------------- |
| Abbe              | Ernst Abbe - Astronomo tedesco (1840-1905). | 57,58° S   | 174,77° E   | 63,98 km  | H K M                                                   |
| Abbot             | Charles Greeley Abbot - Astrofisico statunitense (1872-1973). | 5,56° N    | 54,74° E    | 10,4 km   | nessuno                                                 |
| Abel              | Niels Henrik Abel - Matematico norvegese (1802-1829). | 34,63° S   | 85,78° E    | 137,35 km | A B C D E J K L M                                       |
| Abenezra          | Abraham ibn ‛Ezra - Astronomo spagnolo (1092-1164/1167). | 20,99° S   | 11,89° E    | 43,19 km  | A B C D E F G H J P                                     |
| Abetti            | Antonio e Giorgio Abetti - Astronomi italiani, padre (1846-1928) e figlio (1882-1982). | 20,11° N   | 27,82° E    | 1,6 km    | nessuno                                                 |
| Abulfeda          | Abulfeda - Geografo siriano (1273-1331). | 13,87° S   | 13,91° E    | 62,23 km  | A B C D E F G H J K L M N O P Q R S T U W X Y Z BA      |
| Abul Wáfa         | Abu l-Wafa Muhammad al-Buzjani - Astronomo persiano (940-998). | 0,96° N    | 116,63° E   | 54,18 km  | A Q                                                     |
| Acosta            | Cristóbal Acosta - Naturalista portoghese (1515-1580). | 5,65° S    | 60,14° E    | 13,06 km  | nessuno                                                 |
| Adams             | John Couch, Charles Hitchcock e Walter Sydney Adams - Matematico britannico il primo (1819-1892), statunitensi il secondo (1868-1951) e il terzo (1876-1956). Non imparentati tra di loro.                                     | 31,89° S   | 68,39° E    | 63,27 km  | B C D M P                                               |
| Aepinus           | Ulrich Theodor Aepinus - Fisico tedesco (1724-1802). | 87,96° N   | 250,31° E   | 16,74 km  | nessuno                                                 |
| Agatharchides     | Agatarchide di Cnido - Geografo greco (fl. 116 a.C.). | 19,85° S   | 328,89° E   | 51,98 km  | A B C E F G H J K L N O P R S T                         |
| Agrippa           | Agrippa - Astronomo greco (fl. 92 d.C.). | 4,1° N     | 10,47° E    | 43,75 km  | B D E F G H S                                           |
| Airy              | George Biddell Airy - Astronomo britannico (1801-1892). | 18,14° S   | 5,61° E     | 38,9 km   | A B C D E F G H J L M N O P R S T V X                   |
| Aitken            | Robert Grant Aitken - Astronomo statunitense (1864-1951). | 16,44° S   | 172,96° E   | 129,69 km | A C G N Y Z                                             |
| Akis              | Akis - Nome femminile greco. | 20,01° N   | 328,24° E   | 2,28 km   | nessuno                                                 |
| Alan              | Alan - Nome maschile irlandese. | 10,93° S   | 353,83° E   | 1,44 km   | nessuno                                                 |
| Al-Bakri          | Abu ʿUbayd al-Bakri - Geografo arabo-spagnolo (1010-1094). | 14,34° N   | 20,25° E    | 12,21 km  | nessuno                                                 |
| Albategnius       | Muḥammad ibn Jābir al-Ḥarrānī al-Battānī Astronomo arabo (c. 858-929). | 11,24° S   | 4,01° E     | 130,84 km | A B C D E G H J K L M N O P S T                         |
| Albert            | Albert - Nome maschile tedesco. Sito d'allunaggio di Lunokhod-1. | 38,3° N    | 325° E      | 0,1 km    | nessuno                                                 |
| Al-Biruni         | Al-Biruni - Matematico persiano (973-1048). | 18,07° N   | 92,62° E    | 80,41 km  | C                                                       |
| Alden             | Harold Alden - Astronomo statunitense (1890-1964). | 23,51° S   | 111,11° E   | 111,44 km | B C E V                                                 |
| Alder             | Kurt Alder - Chimico tedesco (1902-1958). | 48,63° S   | 182,12° E   | 82,12 km  | E                                                       |
| Aldrin            | Buzz Aldrin - Astronauta statunitense (1930-). | 1,41° N    | 22,09° E    | 2,8 km    | nessuno                                                 |
| Alekhin           | Nikolaj Pavlovič Alechin - Ingegnere sovietico (1913-1964). | 67,94° S   | 228,15° E   | 74,82 km  | E                                                       |
| Alexander         | Alessandro Magno - Re macedone (356-323 a.C.). | 40,25° N   | 13,69° E    | 94,8 km   | A B C K                                                 |
| Alfraganus        | Ahmad ibn Muhammad ibn Kathir al-Farghani - Astronomo persiano (fl. IX secolo). | 5,42° S    | 18,97° E    | 20,52 km  | A C D E F G H K M                                       |
| Alhazen           | Alhazen - Astronomo arabo (965-1039). | 15,91° N   | 71,83° E    | 34,65 km  | A D                                                     |
| Aliacensis        | Pierre d'Ailly - Geografo francese (1350-1420). | 30,6° S    | 5,13° E     | 79,65 km  | A B C D E F G H K W X Y Z                               |
| Al-Khwarizmi      | Muḥammad ibn Mūsā al-Khwārizmī - Matematico arabo (c. 780-850). | 7,02° N    | 107,01° E   | 56,25 km  | B G H J K L M T                                         |
| Almanon           | Al-Maʾmūn - Califfo e astronomo persiano (786-833). | 16,85° S   | 15,14° E    | 47,76 km  | A B C D E F G H K L P Q R                               |
| Al-Marrakushi     | Abu Ali Hasan al-Marrakushi - Astronomo marocchino (fl. 1281/1282). | 10,45° S   | 55,77° E    | 8,57 km   | nessuno                                                 |
| Aloha             | Aloha - Nome femminile hawaiano. | 29,79° N   | 306,12° E   | 2,55 km   | nessuno                                                 |
| Alpetragius       | Nur al-Din al-Bitruji - Astronomo arabo (fl. 1100). | 16,05° S   | 355,49° E   | 40,02 km  | B C G H J M N U V W X                                   |
| Alphonsus         | Alfonso X di Castiglia - Re di Castiglia e astronomo (1221-1284). | 13,39° S   | 357,15° E   | 110,54 km | A B C D H J K L R X Y                                   |
| Alter             | Dinsmore Alter - Astronomo statunitense (1888-1968). | 18,74° N   | 252,2° E    | 64,73 km  | K W                                                     |
| Ameghino          | Florentino Ameghino - Antropologo argentino (1854-1911). | 3,3° N     | 57,04° E    | 9,2 km    | nessuno                                                 |
| Amici             | Giovanni Battista Amici - Astronomo italiano (1786-1863). | 10,06° S   | 187,77° E   | 52,03 km  | M N P Q R T U                                           |
| Ammonius          | Ammonio Sacca - Filosofo greco (fl. IV secolo). | 8,52° S    | 359,17° E   | 8,55 km   | nessuno                                                 |
| Amontons          | Guillaume Amontons - Fisico francese (1663-1705). | 5,34° S    | 46,78° E    | 2,47 km   | nessuno                                                 |
| Amundsen          | Roald Amundsen - Esploratore norvegese (1872-1928). | 84,44° S   | 83,07° E    | 103,39 km | (A) C                                                   |
| Anaxagoras        | Anassagora - Astronomo greco (500-428 a.C.). | 73,48° N   | 349,83° E   | 51,9 km   | A B                                                     |
| Anaximander       | Anassimandro - Astronomo greco (c. 611-547 a.C.). | 66,97° N   | 308,56° E   | 68,71 km  | A B D H R S T U                                         |
| Anaximenes        | Anassimene di Mileto - Astronomo greco (585-528 a.C.). | 72,49° N   | 315,02° E   | 81,12 km  | B E G H                                                 |
| Anděl             | Karel Anděl - Astronomo ceco (1884-1947). | 10,41° S   | 12,38° E    | 32,93 km  | A C D E F G H J K M N P S T W                           |
| Anders            | William Anders - Astronauta statunitense (1933-2024). | 41,31° S   | 216,7° E    | 41,33 km  | D G X                                                   |
| Anders' Earthrise | Sorgere della Terra - Cratere in primo piano nella celebre foto scattata durante la missione dell'Apollo 8. Così denominato in occasione del 50º anniversario della missione, era precedentemente classificato come Pasteur T. | 11,73° S   | 100,47° E   | 40,15 km  | nessuno                                                 |
| Anderson          | John August Anderson - Astronomo statunitense (1876-1959). | 15,5° N    | 170,79° E   | 105,33 km | E F L                                                   |
| Andersson         | Leif Erland Andersson - Astronomo statunitense (1943-1979). | 49,95° S   | 264,54° E   | 13,42 km  | nessuno                                                 |
| Andronov          | Aleksandr Aleksandrovič Andronov - Fisico sovietico (1901-1952). | 22,68° S   | 146,11° E   | 16,57 km  | nessuno                                                 |
| Ango              | Ango - Nome maschile africano. | 20,48° N   | 327,66° E   | 0,87 km   | nessuno                                                 |
| Angström          | Anders Jonas Ångström - Fisico svedese (1814-1874). | 29,9° N    | 318,33° E   | 9,55 km   | A B                                                     |
| Ann               | Ann - Nome femminile ebraico. | 25,11° N   | 359,95° E   | 2,12 km   | nessuno                                                 |
| Annegrit          | Annegrit - Nome femminile tedesco. | 29,43° N   | 334,36° E   | 1,29 km   | nessuno                                                 |
| Ansgarius         | Oscar di Brema - Teologo tedesco (801-864). | 12,92° S   | 79,72° E    | 91,42 km  | B C M N P                                               |
| Antoniadi         | Eugène Michel Antoniadi - Astronomo francese (1870-1944). | 69,3° S    | 186,94° E   | 137,92 km | nessuno                                                 |
| Anuchin           | Dmitry Nikolayevič Anuchin - Geografo russo (1843-1923). | 48,85° S   | 101,66° E   | 62,14 km  | B L N Q V                                               |
| Anville           | Jean-Baptiste Bourguignon d'Anville - Cartografo francese (1697-1782). | 1,84° N    | 49,51° E    | 10,26 km  | nessuno                                                 |
| Apianus           | Pietro Apiano - Astronomo tedesco (1495-1552). | 26,96° S   | 7,87° E     | 63,44 km  | A B C D E F G H J K L M N P R S T U V W X               |
| Apollo            | Programma Apollo - Il programma spaziale statunitense che ha portato allo sbarco sulla Luna. | 35,69° S   | 208,52° E   | 524,23 km | nessuno                                                 |
| Apollonius        | Apollonio di Perga - Matematico greco (c. 262-190 a.C.). | 4,51° N    | 60,96° E    | 50,66 km  | A B (C) (D) E F (G) H J (K) L M N (P) S (T) U V (W) X Y |
| Appleton          | Edward Victor Appleton - Fisico britannico (1892-1965). | 37,05° N   | 158,17° E   | 64,59 km  | D M Q R                                                 |
| Arago             | François Arago - Astronomo francese (1786-1853). | 6,15° N    | 21,43° E    | 25,51 km  | B C D E                                                 |
| Aratus            | Arato di Soli - Astronomo greco (c. 310-240/239 a.C.). | 23,58° N   | 4,51° E     | 10,23 km  | (A) B C D CA                                            |
| Archimedes        | Archimede - Matematico greco (c. 287-212 B.C.). | 29,72° N   | 356,01° E   | 81,04 km  | (A) C D E (F) G H (K) L M N P Q R S T U V W X Y Z       |
| Archytas          | Archita - Matematico greco (428-347 B.C. ?). | 58,87° N   | 4,99° E     | 31,95 km  | B D G K L U W                                           |
| Argelander        | Friedrich Wilhelm August Argelander - Astronomo tedesco (1799-1875). | 16,55° S   | 5,8° E      | 33,72 km  | A B C D W                                               |
| Ariadaeus         | Filippo III Arrideo - Re di Macedonia (c. 358-317 B.C.). | 4,55° N    | 17,28° E    | 10,4 km   | A B D E F                                               |
| Aristarchus       | Aristarco di Samo - Astronomo greco (310-230 a.C. ?). | 23,73° N   | 312,51° E   | 39,99 km  | (A) B (C) D F H N S T U Z                               |
| Aristillus        | Aristillo - Astronomo greco (fl. 280 a.C.). | 33,88° N   | 1,21° E     | 54,37 km  | A B                                                     |
| Aristoteles       | Aristotele - Filosofo greco (383-322 B.C.). | 50,24° N   | 17,32° E    | 87,57 km  | D M N                                                   |
| Armiński          | Franciszek Armiński - Astronomo polacco (1789-1848). | 16,36° S   | 154,22° E   | 26,76 km  | D K                                                     |
| Armstrong         | Neil Armstrong - Astronauta statunitense (1930-2012). | 1,35° N    | 24,94° E    | 4,21 km   | nessuno                                                 |
| Arnold            | Christoph Arnold - Astronomo tedesco (1650-1695). | 66,98° N   | 35,83° E    | 93,13 km  | A E F G H J K L M N                                     |
| Arrhenius         | Svante Arrhenius - Chimico svedese (1859-1927). | 55,58° S   | 268,55° E   | 40,93 km  | J (P)                                                   |
| Artamonov         | Nikolaj N. Artamonov - Ingegnere sovietico (1906-1965). | 25,44° N   | 103,79° E   | 62,45 km  | nessuno                                                 |
| Artem'ev          | Vladimir Andreevič Artemyev - Ingegnere sovietico (1885-1962). | 10,4° N    | 214,78° E   | 66,39 km  | G L                                                     |
| Artemis           | Artemis - Nome femminile greco. | 25,03° N   | 334,64° E   | 2,28 km   | nessuno                                                 |
| Artsimovich       | Lev Andreevič Artsimovič - Fisico sovietico (1909-1973). | 27,61° N   | 323,37° E   | 7,96 km   | nessuno                                                 |
| Aryabhata         | Aryabhata - Astronomo indiano (476-c.550). | 6,2° N     | 35,17° E    | 21,89 km  | nessuno                                                 |
| Arzachel          | al-Zarqali - Astronomo arabo-spagnolo (1029-1087). | 18,26° S   | 358,07° E   | 96,99 km  | A B C D H K L M N T Y                                   |
| Asada             | Goryu Asada - Astronomo giapponese (1734-1799). | 7,25° N    | 49,9° E     | 12,37 km  | nessuno                                                 |
| Asclepi           | Giuseppe Maria Asclepi - Astronomo italiano (1706-1776). | 55,19° S   | 25,52° E    | 40,56 km  | A B C D E G H                                           |
| Ashbrook          | Joseph Ashbrook - Astronomo statunitense (1918-1980). | 81,1° S    | 249,42° E   | 157,68 km | nessuno                                                 |
| Aston             | Francis William Aston - Fisico britannico (1877-1945). | 32,77° N   | 272,32° E   | 44,48 km  | K L                                                     |
| Atlas             | Atlante - Gigante della mitologia greca. | 46,74° N   | 44,38° E    | 88,12 km  | A D E G L P W X                                         |
| Atwood            | George Atwood - Fisico britannico (1746-1807). | 5,88° S    | 57,78° E    | 28,64 km  | nessuno                                                 |
| Autolycus         | Autolico di Pitane - Astronomo greco (fl. 310 a.C.). | 30,68° N   | 1,49° E     | 38,88 km  | A K                                                     |
| Auwers            | Arthur Auwers - Astronomo tedesco (1838-1915). | 15° N      | 17,12° E    | 19,64 km  | A                                                       |
| Auzout            | Adrien Auzout - Astronomo francese (1622-1691). | 10,21° N   | 64,01° E    | 32,92 km  | (A) (B) C D E L R U V                                   |
| Avery             | Oswald Theodore Avery - Medico canadese (1877-1955). | 1,32° S    | 81,37° E    | 10,73 km  | nessuno                                                 |
| Avicenna          | Avicenna - Dottore persiano (980-1037). | 39,63° N   | 262,72° E   | 72,99 km  | E G R                                                   |
| Avogadro          | Amedeo Avogadro - Fisico italiano (1776-1856). | 63,21° N   | 165,36° E   | 129,84 km | D                                                       |
| Azophi            | Abd al-Rahmān al-Sūfi - Astronomo persiano (903-986). | 22,19° S   | 12,7° E     | 47,54 km  | A B C D E F G H J                                       |

## B
| Cratere       | Eponimo | Latitudine | Longitudine | Diametro  | Crateri minori                                |
| ------------- | --- | ---------- | ----------- | --------- | --------------------------------------------- |
| Baade         | Walter Baade - Astronomo statunitense (1893-1960). | 44,75° S   | 277,97° E   | 57,85 km  | nessuno                                       |
| Babakin       | Georgij N. Babakin - Scienziato sovietico (1914-1971). | 20,81° S   | 123,26° E   | 19,15 km  | nessuno                                       |
| Babbage       | Charles Babbage - Matematico britannico (1792-1871). | 59,56° N   | 302,62° E   | 146,56 km | A B C D E U X                                 |
| Babcock       | Harold Delos Babcock - Astronomo statunitense (1882-1968). | 4,13° N    | 94,14° E    | 95,28 km  | H K                                           |
| Back          | Ernst Emil Alexander Back - Fisico tedesco (1881-1959). | 1,2° N     | 80,67° E    | 34,63 km  | nessuno                                       |
| Backlund      | Oskar Backlund - Astronomo russo (1846-1916). | 16,22° S   | 103,35° E   | 75,46 km  | E L N P R S                                   |
| Baco          | Ruggero Bacone - Filosofo britannico (c. 1214-c. 1294). | 51,04° S   | 19,1° E     | 65,31 km  | A B C D E F G H J K L M N O P Q R S T U W Z   |
| Baillaud      | Benjamin Baillaud - Astronomo francese (1848-1934). | 74,61° N   | 37,35° E    | 89,44 km  | A B C D E F                                   |
| Bailly        | Jean Sylvain Bailly - Astronomo francese (1736-1793). | 66,82° S   | 291,1° E    | 300,56 km | A B C D E F G H K L M N O P R T U V Y Z       |
| Baily         | Francis Baily - Astronomo britannico (1774-1844). | 49,78° N   | 30,56° E    | 25,68 km  | A B K                                         |
| Balandin      | Aleksei Aleksandrovich Balandin - Chimico sovietico (1898-1967). | 18,94° S   | 152,58° E   | 11,81 km  | nessuno                                       |
| Balboa        | Vasco Núñez de Balboa - Esploratore spagnolo (1475-1519). | 19,24° N   | 276,69° E   | 69,19 km  | A B C D                                       |
| Baldet        | Fernand Baldet - Astronomo francese (1885-1964). | 53,32° S   | 208,04° E   | 55,76 km  | J                                             |
| Ball          | William Ball - Astronomo britannico (?-1690). | 35,92° S   | 351,61° E   | 40,31 km  | A B C D E F G                                 |
| Ballet        | Sito 3 di campionamento geologico durante la missione Apollo 17, ha ricevuto a posteriori il nome dadgli astronauti poiché Harrison Schmitt vi inscenò un tentativo di danza. | 20,17° N   | 30,57° E    | 0,01 km   | nessuno                                       |
| Balmer        | Johann Jakob Balmer - Matematico svizzero (1825-1898). | 20,27° S   | 70,22° E    | 136,3 km  | M N P Q R S                                   |
| Banachiewicz  | Tadeusz Banachiewicz - Matematico polacco (1882-1954). | 5,28° N    | 80,01° E    | 99,09 km  | B C E (F)                                     |
| Bancroft      | Wilder Dwight Bancroft - Chimico statunitense (1867-1953). | 28,07° N   | 353,57° E   | 12,5 km   | nessuno                                       |
| Bandfield     | Joshua L. Bandfield - Planetologo statunitense (1974-2019). | 5,40° S    | 90,77° E    | 1 km      | nessuno                                       |
| Banting       | Frederick Grant Banting - Dottore canadese (1891-1941). | 26,58° N   | 16,43° E    | 5,15 km   | nessuno                                       |
| Barbier       | Daniel Barbier - Astronomo francese (1907-1965). | 23,85° S   | 157,93° E   | 65,38 km  | D F G H J K U V                               |
| Barkla        | Charles Glover Barkla - Fisico britannico (1877-1944). | 10,67° S   | 67,22° E    | 40,9 km   | nessuno                                       |
| Barnard       | Edward Emerson Barnard - Astronomo statunitense (1857-1923). | 29,79° S   | 85,95° E    | 115,73 km | A D                                           |
| Barocius      | Francesco Barozzi - Matematico italiano (1537-1604). | 44,98° S   | 16,81° E    | 82,72 km  | B C D E F G H J K L M N O R S W EC            |
| Barringer     | Daniel Moreau Barringer - Geologo statunitense (1860-1929). | 28,22° S   | 209,57° E   | 66,89 km  | C (L) (M) Z                                   |
| Barrow        | Isaac Barrow - Matematico britannico (1630-1677). | 71,28° N   | 7,59° E     | 93,82 km  | A B C E F G H K M                             |
| Bartels       | Julius Bartels - Geofisico tedesco (1899-1964). | 24,51° N   | 270,15° E   | 54,95 km  | A                                             |
| Bawa          | Bawa - Nome maschile africano. | 25,28° S   | 102,56° E   | 1,57 km   | nessuno                                       |
| Bayer         | Johann Bayer - Astronomo tedesco (1572-1625). | 51,62° S   | 324,86° E   | 48,51 km  | A B C D E F G H J K L M N P R S T U V W X Y Z |
| Beals         | Carlyle Smith Beals - Astronomo canadese (1899-1979). | 37,11° N   | 86,58° E    | 52,61 km  | nessuno                                       |
| Beaumont      | Léonce Élie de Beaumont - Geologo francese (1798-1874). | 18,08° S   | 28,82° E    | 50,69 km  | A B C D E F G H J K L M N P R                 |
| Becquerel     | Antoine Henri Becquerel - Fisico francese (1852-1908). | 40,79° N   | 129,5° E    | 62,86 km  | E F W X                                       |
| Bečvář        | Antonín Bečvář - Astronomo cecoslovacco (1901-1965). | 2,57° S    | 125,07° E   | 66,62 km  | D E J Q S T X                                 |
| Beer          | Wilhelm Beer - Astronomo tedesco (1797-1850). | 27,07° N   | 350,9° E    | 9,06 km   | A B E                                         |
| Behaim        | Martin Behaim - Cartografo tedesco (1459-1507). | 16,61° S   | 79,41° E    | 56,21 km  | B C N S T BA                                  |
| Beijerinck    | Martinus Willem Beijerinck - Botanico olandese (1851-1931). | 13,4° S    | 151,84° E   | 76,77 km  | C D H J R S U V                               |
| Beketov       | Nikolay Nikolayevich Beketov - Chimico russo (1827-1911). | 16,23° N   | 29,18° E    | 8,3 km    | nessuno                                       |
| Béla          | Béla - Nome maschile ungherese e femminile slovacco. | 24,67° N   | 2,27° E     | 10,07 km  | nessuno                                       |
| Bel'kovich    | Igor Vladimirovich Bel'kovich - Astronomo sovietico (1904-1949). | 61,53° N   | 90,15° E    | 215,08 km | A B K                                         |
| Bell          | Alexander Graham Bell - Inventore statunitense di origini scozzesi (1847-1922).                                                                                               | 21,98° N   | 263,47° E   | 86,33 km  | E J K L N Q T Y                               |
| Bellinsgauzen | Fabian Gottlieb von Bellingshausen - Esploratore russo (1778-1852). | 60,72° S   | 195,15° E   | 63,23 km  | nessuno                                       |
| Bellot        | Joseph René Bellot - Esploratore francese (1826-1853). | 12,48° S   | 48,19° E    | 17,5 km   | A B                                           |
| Belopol'skiy  | Aristarkh Belopolsky - Astronomo russo (1854-1934). | 17,25° S   | 231,77° E   | 61,9 km   | nessuno                                       |
| Belyaev       | Pavel Ivanovič Beljaev - Cosmonauta sovietico (1925-1970). | 23,1° N    | 143,11° E   | 55,9 km   | Q                                             |
| Benedict      | Francis Gano Benedict - Chimico statunitense (1870-1957). | 4,35° N    | 141,54° E   | 13,83 km  | nessuno                                       |
| Bergman       | Torbern Olof Bergman - Astronomo svedese (1735-1784). | 6,97° N    | 137,49° E   | 22,51 km  | nessuno                                       |
| Bergstrand    | Carl Östen Emanuel Bergstrand - Astronomo svedese (1873-1948). | 18,72° S   | 176,44° E   | 42,98 km  | G J Q                                         |
| Berkner       | Lloyd Viel Berkner - Geofisico statunitense (1905-1967). | 25,13° N   | 254,76° E   | 87,62 km  | A B Y                                         |
| Berlage       | Hendrik Petrus Berlage - Geofisico olandese (1896-1968). | 63,04° S   | 196,39° E   | 93,75 km  | R                                             |
| Bernoulli     | Jakob e Johann Bernoulli - Matematici svizzeri, fratelli. Rispettivamente (1654-1705) e (1667-1748).                                                                          | 34,93° N   | 60,61° E    | 47,3 km   | A B C D E K                                   |
| Berosus       | Berosso - Astronomo babilonese (?-c. 250 a.C.). | 33,5° N    | 69,99° E    | 75,24 km  | A F K                                         |
| Berzelius     | Jöns Jacob Berzelius - Chimico svedese (1779-1848). | 36,55° N   | 50,95° E    | 48,53 km  | A B F K T W                                   |
| Bessarion     | Giovanni Bessarione - Umanista bizantino (1403-1472). | 14,85° N   | 322,69° E   | 9,84 km   | A B C D E G H V W                             |
| Bessel        | Friedrich Wilhelm Bessel - Astronomo tedesco (1784-1846). | 21,73° N   | 17,92° E    | 15,56 km  | (A) D (E) F G H                               |
| Bettinus      | Mario Bettini - Astronomo italiano (1582-1657). | 63,4° S    | 314,84° E   | 71,78 km  | A B C D E F G H                               |
| Bhabha        | Homi Jehangir Bhabha - Fisico indiano (1909-1966). | 55,5° S    | 194,69° E   | 70,25 km  | nessuno                                       |
| Bianchini     | Francesco Bianchini - Astronomo italiano (1662-1729). | 48,78° N   | 325,63° E   | 37,59 km  | D G H M N W                                   |
| Biela         | Wilhelm von Biela - Astronomo austriaco (1782-1856). | 54,99° S   | 51,63° E    | 77,03 km  | A B C D E F G H J T U V W Y Z                 |
| Bilharz       | Theodore Maximilian Bilharz - Zoologo tedesco (1825-1862). | 5,83° S    | 56,34° E    | 44,55 km  | nessuno                                       |
| Billy         | Jacques de Billy - Matematico francese (1602-1679). | 13,83° S   | 309,76° E   | 45,57 km  | A B C D E H K                                 |
| Bingham       | Hiram Bingham - Esploratore statunitense (1875-1956). | 8,02° N    | 115,05° E   | 34,99 km  | H                                             |
| Biot          | Jean-Baptiste Biot - Astronomo francese (1774-1862). | 22,7° S    | 51,08° E    | 13,01 km  | A B C D E T                                   |
| Birkeland     | Olaf Kristian Birkeland - Fisico norvegese (1867-1917). | 30,17° S   | 174,01° E   | 81,64 km  | M                                             |
| Birkhoff      | George David Birkhoff - Matematico statunitense (1884-1944). | 58,45° N   | 214,35° E   | 329,81 km | K L M Q R X Y Z                               |
| Birmingham    | John Birmingham - Astronomo irlandese (1816-1884). | 65,12° N   | 349,3° E    | 89,92 km  | B G H K                                       |
| Birt          | William Radcliffe Birt - Selenografo britannico (1804-1881). | 22,36° S   | 351,41° E   | 15,81 km  | A B C D E F G H J K L                         |
| Bi Sheng      | Bi Sheng - Inventore cinese (c. 990-1051). | 78,35° N   | 148,46° E   | 55,27 km  | nessuno                                       |
| Bjerknes      | Vilhelm Frimann Koren Bjerknes - Fisico norvegese (1862-1951). | 38,5° S    | 113,69° E   | 48,18 km  | A B E                                         |
| Black         | Joseph Black - Chimico francese (1728-1799). | 9,2° S     | 80,39° E    | 19,46 km  | nessuno                                       |
| Blackett      | Patrick Maynard Stuart Blackett - Fisico britannico (1897-1974). | 37,55° S   | 244,16° E   | 145,31 km | N                                             |
| Blagg         | Mary Adela Blagg - Astronoma britannica (1858-1944). | 1,22° N    | 1,46° E     | 4,97 km   | nessuno                                       |
| Blancanus     | Giuseppe Biancani - Astronomo italiano (1566-1624). | 63,77° S   | 338,37° E   | 105,82 km | A C D E F G H K N V W                         |
| Blanchard     | Jean-Pierre Blanchard (1753-1809) - Pioniere dell'aviazione francese (1753-1809).                                                                                             | 58,25° S   | 266,5° E    | 37,46 km  | nessuno                                       |
| Blanchinus    | Giovanni Bianchini - Astronomo italiano (1410- circa 1469). | 25,32° S   | 2,44° E     | 59,9 km   | B D K M                                       |
| Blazhko       | Sergei Nikolaevich Blazhko - Astronomo sovietico (1870-1956). | 31,37° N   | 212,14° E   | 51,11 km  | D F L R                                       |
| Bliss         | Nathaniel Bliss - Astronomo inglese (1700-1764). | 53,04° N   | 346,22° E   | 22,85 km  | nessuno                                       |
| Bobillier     | Étienne Bobillier - Geometro francese (1798-1840). | 19,63° N   | 15,44° E    | 6,04 km   | nessuno                                       |
| Bobone        | Jorge Bobone - Astronomo argentino (1901-1958). | 26,7° N    | 227,88° E   | 32,14 km  | nessuno                                       |
| Bode          | Johann Elert Bode - Astronomo tedesco (1747-1826). | 6,71° N    | 357,55° E   | 17,8 km   | A B C D E G H K L N                           |
| Boethius      | Severino Boezio - Filosofo romano (c. 470-524). | 5,57° N    | 72,33° E    | 11,17 km  | nessuno                                       |
| Boguslawsky   | Palon Heinrich Ludwig von Boguslawsky - Astronomo tedesco (1789-1851). | 72,9° S    | 43,26° E    | 94,59 km  | A B C D E F G H J K L M N                     |
| Bohnenberger  | Johann Gottlob Friedrich von Bohnenberger - Astronomo tedesco (1765-1831). | 16,24° S   | 40,06° E    | 31,74 km  | A C D E F G J N P W                           |
| Bohr          | Niels Bohr - Fisico danese (1885-1962). | 12,71° N   | 273,48° E   | 70,07 km  | nessuno                                       |
| Bok           | Priscilla Fairfield e Bart Jan Bok - Astronomi statunitensi, moglie (1896-1975) e marito (1906-1983). Lui di nascita olandese.                                                | 20,26° S   | 188,42° E   | 43,03 km  | C                                             |
| Boltzmann     | Ludwig Boltzmann - Fisico austriaco (1844-1906). | 74,82° S   | 269,59° E   | 72,31 km  | nessuno                                       |
| Bolyai        | János Bolyai - Matematico ungherese (1802-1860). | 33,85° S   | 126,12° E   | 102,22 km | D K L Q V                                     |
| Bombelli      | Rafael Bombelli - Matematico italiano (1526-1572). | 5,28° N    | 56,19° E    | 9,72 km   | nessuno                                       |
| Bondarenko    | Valentin V. Bondarenko - Cosmonauta sovietico (1937-1961). | 17,24° S   | 136,89° E   | 28,26 km  | nessuno                                       |
| Bonpland      | Aimé Bonpland - Botanico francese (1773-1858). | 8,38° S    | 342,67° E   | 59,25 km  | C D (E) F G H J L N P R                       |
| Boole         | George Boole - Matematico britannico (1815-1864). | 63,79° N   | 272,71° E   | 61,34 km  | A B C D E F G H R                             |
| Borda         | Jean Charles Borda - Astronomo francese (1733-1799). | 25,2° S    | 46,52° E    | 45,4 km   | A D E F G H J K L M R                         |
| Borel         | Émile Borel - Matematico francese (1871-1956). | 22,37° N   | 26,42° E    | 4,66 km   | nessuno                                       |
| Boris         | Boris - Nome maschile russo. | 30,53° N   | 326,5° E    | 1,73 km   | nessuno                                       |
| Borman        | Frank Borman - Astronauta statunitense (1928-). | 39,06° S   | 211,75° E   | 50,72 km  | (A) (L) V (X) (Y) (Z)                         |
| Born          | Max Born - Fisico tedesco (1882-1970). | 6,05° S    | 66,83° E    | 15,07 km  | nessuno                                       |
| Borya         | Borya - Nome maschile slavo. | 38,3° N    | 325° E      | 0,4 km    | nessuno                                       |
| Bosch         | Carl Bosch - Chimico tedesco (1874-1940). | 86,82° N   | 133,54° E   | 19,58 km  | nessuno                                       |
| Boscovich     | Ruggero Giuseppe Boscovich - Fisico italiano (1711-1787). | 9,71° N    | 11,01° E    | 41,53 km  | A B C D E F P                                 |
| Bose          | Jagadish Chandra Bose - Botanico indiano (1858-1937). | 53,95° S   | 190,64° E   | 92,55 km  | A D U                                         |
| Boss          | Lewis Boss - Astronomo statunitense (1846-1912). | 45,75° N   | 88,68° E    | 50,2 km   | A B C D F K L M N                             |
| Bouguer       | Pierre Bouguer - Idrografo francese (1698-1758). | 52,32° N   | 324,18° E   | 22,23 km  | A B                                           |
| Boussingault  | Jean Baptiste Boussingault - Chimico francese (1802-1887). | 70,21° S   | 53,73° E    | 127,61 km | A B C D E F G K N P R S T                     |
| Bowditch      | Nathaniel Bowditch - Matematico statunitense (1773-1848). | 24,97° S   | 103,07° E   | 43,04 km  | M N                                           |
| Bowen         | Ira Sprague Bowen - Astronomo statunitense (1898-1973). | 17,63° N   | 9,1° E      | 8,09 km   | nessuno                                       |
| Boyle         | Robert Boyle - Chimico britannico (1627-1691). | 53,29° S   | 177,89° E   | 57,13 km  | A Z                                           |
| Brackett      | Frederick Sumner Brackett - Fisico statunitense (1896-1988). | 17,84° N   | 23,54° E    | 8,87 km   | nessuno                                       |
| Bragg         | William Henry Bragg - Fisico australiano (1862-1942). | 42,33° N   | 256,56° E   | 77,21 km  | H M P                                         |
| Brashear      | John Alfred Brashear - Astronomo statunitense (1840-1920). | 73,54° S   | 188,43° E   | 60,16 km  | P                                             |
| Braude        | Semion Ya. Braude - Radioastronomo russo (1911-2003). | 81,82° S   | 158,88° E   | 11,28 km  | nessuno                                       |
| Brayley       | Edward William Brayley - Geografo britannico (1801-1870). | 20,9° N    | 323,06° E   | 14,17 km  | B C D E F G K L S                             |
| Bredikhin     | Fëdor Aleksandrovič Bredichin - Astronomo russo (1831-1904). | 17,25° N   | 201,63° E   | 61,68 km  | B                                             |
| Breislak      | Scipione Breislak - Matematico italiano (1748-1826). | 48,31° S   | 18,31° E    | 48,64 km  | A B C D E F G                                 |
| Brenner       | Leo Brenner - Astronomo austriaco (1855-1928). | 39,09° S   | 39,11° E    | 90,01 km  | A B C D E F H J K L M N P Q R S               |
| Brewster      | David Brewster - Ottico scozzese (1781-1868). | 23,27° N   | 34,69° E    | 9,83 km   | nessuno                                       |
| Brianchon     | Charles Julien Brianchon - Matematico francese (1783-1864). | 74,75° N   | 271,64° E   | 137,26 km | A B T                                         |
| Bridgman      | Percy Williams Bridgman - Fisico statunitense (1882-1961). | 43,39° N   | 136,98° E   | 81,89 km  | C E F                                         |
| Briggs        | Henry Briggs - Matematico britannico (1561-1630). | 26,45° N   | 290,81° E   | 36,75 km  | A B C                                         |
| Brill         | Yvonne Brill - Scienziata canadese naturalizzata statunitense (1924-2013). | 88,27° S   | 266,59° E   | 17 km     | nessuno                                       |
| Brisbane      | Thomas Brisbane - Astronomo scozzese (1773-1860). | 49,2° S    | 68,76° E    | 44,32 km  | E H X Y Z                                     |
| Bronk         | Detlev Wulf Bronk - Neurofisologo statunitense (1897-1975). | 25,9° N    | 225,33° E   | 66,16 km  | nessuno                                       |
| Brouwer       | Dirk Brouwer e Luitzen Brouwer - Astronomo statunitense (1902-1966) e matematico olandese (1881-1966).                                                                        | 35,82° S   | 235,25° E   | 119,6 km  | C H P                                         |
| Brown         | Ernest William Brown - Astronomo britannico (1866-1938). | 46,53° S   | 342,01° E   | 34,03 km  | A B C D E F G K                               |
| Bruce         | Catherine Wolfe Bruce - Filantropa statunitense (1816-1900). | 1,16° N    | 0,37° E     | 6,14 km   | nessuno                                       |
| Brunner       | William Otto Brunner - Astronomo svizzero (1878-1958). | 9,86° S    | 90,91° E    | 50,66 km  | L N P                                         |
| Buch          | Christian Leopold von Buch - Geologo tedesco (1774-1853). | 38,9° S    | 17,68° E    | 51,31 km  | A B C D E                                     |
| Buffon        | Georges-Louis Leclerc de Buffon - Naturalista francese (1707-1788). | 40,64° S   | 226,47° E   | 105,76 km | H K V                                         |
| Buisson       | Henri Buisson - Astronomo francese (1873-1944). | 1,47° S    | 112,95° E   | 61,27 km  | V X Y Z                                       |
| Bullialdus    | Ismael Bullialdus - Astronomo francese (1605-1694). | 20,75° S   | 337,74° E   | 60,72 km  | A B E F G H K L R Y                           |
| Bunsen        | Robert Wilhelm Bunsen - Chimico tedesco (1811-1899). | 41,4° N    | 274,54° E   | 55,22 km  | A B C D                                       |
| Burbidge      | Eleanor Margaret e Geoffrey Burbidge - Coniugi e scienziati britannici, rispettivamente (1919-2020) e (1925-2010).                                                            | 86,35° S   | 48,60° E    | 21 km     | nessuno                                       |
| Burckhardt    | Johann Karl Burckhardt - Astronomo tedesco (1773-1825). | 31,11° N   | 56,39° E    | 54,36 km  | A B C E F G                                   |
| Bürg          | Johann Tobias Bürg - Astronomo austriaco (1766-1834). | 45,07° N   | 28,21° E    | 41,04 km  | A B                                           |
| Burnham       | Sherburne Wesley Burnham - Astronomo statunitense (1838-1921). | 13,92° S   | 7,25° E     | 24,09 km  | A B F K L M T                                 |
| Büsching      | Anton Friedrich Büsching - Geografo tedesco (1724-1793). | 38,04° S   | 19,96° E    | 53,49 km  | A B C D E F G H J K                           |
| Butlerov      | Aleksandr Michajlovič Butlerov - Chimico russo (1828-1886). | 12,05° N   | 251,19° E   | 38,77 km  | nessuno                                       |
| Buys-Ballot   | C. H. D. Buys Ballot - Meteorologo olandese (1817-1890). | 20,86° N   | 174,82° E   | 66,38 km  | H Q Y Z                                       |
| Byrd          | Richard Evelyn Byrd - Esploratore statunitense (1888-1957). | 85,43° N   | 10,07° E    | 97,49 km  | C D                                           |
| Byrgius       | Joost Bürgi - Astronomo svizzero (1552-1632). | 24,73° S   | 294,62° E   | 84,46 km  | A B D E H K N P R S T U V W X                 |